# Edisons 2016
De Edisons 2016 werden uitgereikt op 21 maart 2016 in de Harbour Club in Amsterdam.
De Edison is een belangrijke Nederlandse muziekprijs die doorgaans jaarlijks wordt toegekend aan de beste Nederlandse muziekproducties uit de periode voorafgaande aan de uitreiking.
De nominaties werden bekendgemaakt op 1 februari 2016 in verschillende radioprogramma's en websites, zoals GIEL (3FM), Gouden Uren (Sterren.nl) en de Coen en Sander Show (Radio 538). Uitsluitend Nederlandse producties kwamen in aanmerking voor een nominatie en/of prijs. De prijzen werden in elf categorieën uitgereikt, inclusief een oeuvreprijs voor Tiësto.
Grote winnaar was rapper Lil' Kleine die drie Edisons in de wacht sleepte: hij won in de categorie Nieuwkomer, en als onderdeel van het hiphopcollectief New Wave in de categorieën Album en Hiphop. Het was voor het eerst sinds 2005 dat een artiest drie Edisons op één avond won. Destijds viel Marco Borsato die eer te beurt.
De uitreiking werd niet op tv uitgezonden. Evenmin was het evenement toegankelijk voor publiek; alleen genodigden waren welkom bij de uitreiking.
De vakjury bestond uit Leon Verdonschot (voorzitter), Angela Groothuizen, Dave Minneboo (Radio 538), Joost Nelemans (Apple Music Nederland), Tijs van Liemt (3FM), Roland Snoeijer (100% NL), Joey Ruchtie (Noorderslag) en Job de Wit (muziekjournalist).

## Winnaars en Genomineerden
(Winnaars zijn in vet vermeld)
- Oeuvreprijs
  - Tiësto

- Alternative
  - My Baby - Shamanaid
  - Bewilder - Dear Island
  - Benny Sings - Studio

- Dance
  - Yellow Claw - Blood For Mercy
  - Armin van Buuren - Embrace
  - Fatima Yamaha - Imaginary Lines

- Volksmuziek
  - Tino Martin - Jij Liet Me Vallen
  - Django Wagner - Mijn Muziek, Mijn Passie
  - Henk Bernard - Liefde is Leven

- Nieuwkomer
  - Lil' Kleine - Zeg Dat Niet / Liegen voor de Rechter / New Wave
  - HAEVN - Finding Out More / Where The Heart Is
  - Causes - Walk on Water / To The River

- Videoclip
  - De Staat - Witch Doctor (regisseurs: Studio Smack, Floris Kaayk & Torre Florim)
  - Anouk - Dominique (regisseur: Emma Westenberg)
  - Lil' Kleine & Ronnie Flex - Drank & Drugs (regisseur: Sam de Jong)

- Hiphop
  - New Wave - New Wave
  - Fresku - Nooit Meer Terug
  - Sef - In Kleur

- Song van het jaar
  - Kenny B - Parijs
  - Diggy Dex ft. J.W. Roy - Treur Niet (Ode aan het Leven)
  - Lil' Kleine & Ronnie Flex - Drank & Drugs

- Rock
  - John Coffey - The Great News
  - Orange Skyline - An Introduction
  - PAUW - Macrocosm Microcosm

- Pop
  - Douwe Bob - Pass It On
  - Kovacs - Shades of Black
  - Kenny B - Kenny B

- Album van het jaar
  - New Wave - New Wave

(Geen genomineerden in deze categorie)